# Niżnij Kurkużyn
Niżnij Kurkużyn (ros. Нижний Куркужин) – wieś w Rosji, w Kabardo-Bałkarii, w rejonie baksańskim. W 2010 liczyła 3600 mieszkańców, głównie Kabardyjczyków.